# Edmond Le Bœuf
Edmond Le Bœuf o Leboeuf (Parigi, 5 novembre 1809 – Argentan, 7 giugno 1888) è stato un generale francese, maresciallo di Francia dal 1870.

## Biografia
Studiò al Politecnico di Metz e all'École polytechnique, fu tra coloro che presero parte ai moti del luglio 1830. Entrò come sottotenente, nello stesso anno, alla scuola di applicazione di artiglieria di Metz.
Capitano nel 1837, si distinse nella guerra di Algeria, assegnato allo stato maggiore di artiglieria, durante l'assedio di Costantina, a Médéa e Miliana. Fu promosso colonnello nel 1852, al ritorno in Francia.
Trasferito in Crimea nel 1854 e promosso generale di brigata, comandò l'anno successivo l'artiglieria del II Corpo d'armata all'assedio di Sebastopoli; fu promosso nel 1857 generale di divisione.
In Italia, nella seconda guerra di indipendenza del 1859, faceva parte dello stato maggiore dell'armata francese, quale comandante dell'artiglieria. Ebbe un ruolo cruciale durante la battaglia di Solferino e San Martino sostituendo il generale ferito Charles Auger e dirigendo il fuoco della divisione di artiglieria della Guardia imperiale schierata a Cà Morino, località a nord-est di Medole. 

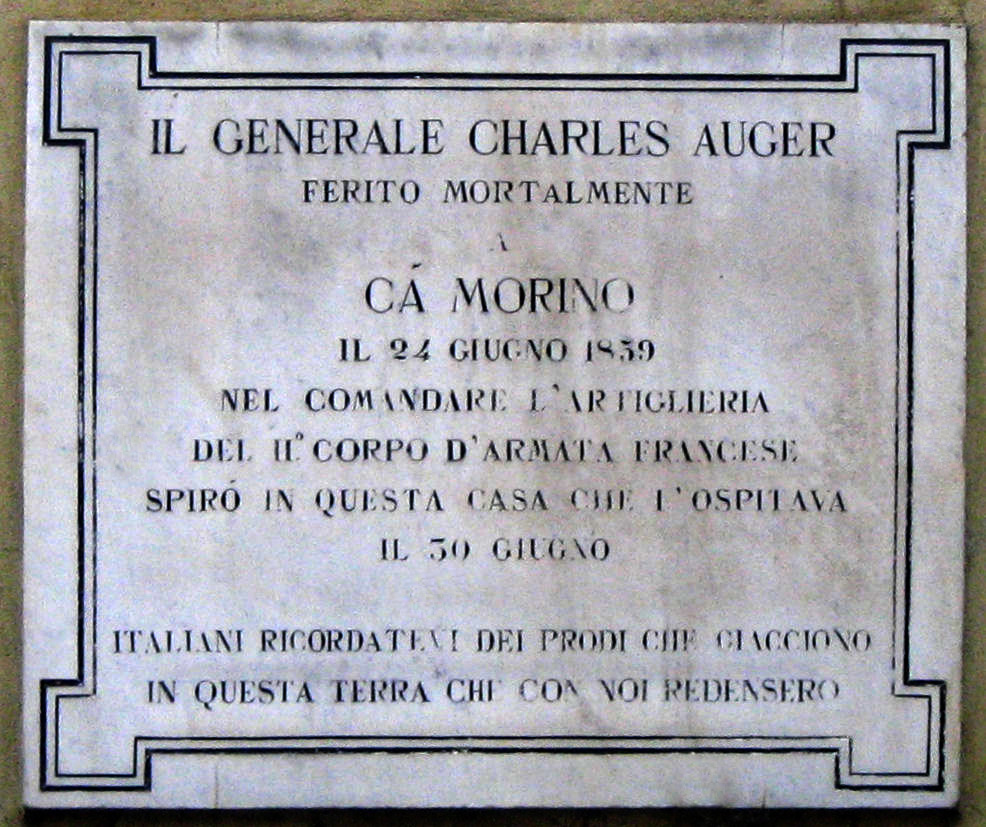
Castiglione delle Stiviere, lapide al generale Auger ferito e sostituito da Le Boeuf

Nel settembre 1866, diventato nel frattempo aiutante di campo di Napoleone III, fu inviato a Venezia in qualità di commissario, per ricevere dall'imperatore d'Austria la cessione del Veneto in favore di Vittorio Emanuele II di Savoia. Nel gennaio 1869 divenne comandante del VI Corpo d'armata di Tolosa, e nell'agosto, alla morte del maresciallo Niel, divenne ministro della guerra, ottenendo la pubblica approvazione del suo programma di profonda riorganizzazione del dicastero e dei dipartimenti civili. Il 24 marzo 1870 ricevette la nomina a Maresciallo di Francia e senatore.
Alla vigilia della guerra franco-prussiana, Lebœuf pronunciò di fronte ad una commissione parlamentare la frase: 
Prese parte alla campagna di Lorena come maggior generale e capo di Stato Maggiore dell'Armata del Reno, sconfitta a Wissembourg e a Wœrth. Destituito dalle sue funzioni, Le Bœuf restò assegnato allo stato maggiore di Bazaine; fu alla testa del III Corpo d'armata, che guidò nelle battaglie attorno a Metz, come a Mars-la-Tour e Noisseville, dove si distinse per coraggio personale. Circondato con Bazaine a Metz, alla caduta della città fu condotto prigioniero di guerra in Germania.
Alla conclusione della pace ritornò in Francia e testimoniò di fronte alla commissione d'inchiesta riguardo alla resa della piazzaforte, denunciando pesantemente l'operato di Bazaine. Si ritirò quindi a vita privata vicino Argentan, dove morì nel 1888.